# Xylocopa fransseni
Xylocopa fransseni är en biart som beskrevs av Van der Vecht 1953. Xylocopa fransseni ingår i släktet snickarbin, och familjen långtungebin. Inga underarter finns listade i Catalogue of Life.